# Ermengol d'Urgell
Pour les articles homonymes, voir Armengol.
Ermengol d'Urgell (ou Armengol), né à Ayguatébia vers le milieu du Xe siècle et mort à El Pont de Bar Vell en 1035, fils de Guifred II de Cerdagne et de Guisla, comtesse de Cerdagne. Il fut évêque d'Urgell de 1010 à 1035. Il est vénéré comme le saint patron du diocèse d’Urgell et des vallées d’Andorre, depuis 1044. Durant son mandat d'évêque, il a prêté serment de fidélité à Guifred II, comte de Cerdagne, son père. Il s'agit d'un des plus anciens serments écrits de fidélités catalans.  

## Biographie
Ermengol était le neveu et le successeur de l'évêque Sal·la, appartenant à la famille Conflent ; il fut évêque d'Urgell entre 1010 et 1035, vingt-cinq ans d'activités spirituelles et sociales marquantes. Son ministère épiscopal a commencé avec la réforme du canon de la cathédrale. Ainsi, Ermengol l'a dotée de ses propres propriétés situées dans le Vallespir, la Cerdagne et l'Alt Urgell.
En 1012, il se rendit à Rome pour voir le pape Benoît VIII, qui lui confirma tous ses biens et les limites de l'évêché, y compris le pagus de Ribagorce. En 1017, avec l'l'évêque de Comminges Pierre et l'évêque de Carcassonne Adalbert, Ermengol consacra Borrell comme évêque de Roda, qui lui jura allégeance et le reconnut comme son supérieur hiérarchique. Il n'hésita pas à comparaître dans des procès publics contre les décisions prises par la noblesse du comté d'Urgell.
Durant sa charge, il privilégia les grands travaux publics, comme la construction de ponts et de routes pour améliorer la communication de la région comme la construction de ponts dans les gorges de Tresponts (ca), ou le pont dans l'ancienne commune de Bar (ca) où plus tard une nouvelle ville appelée Pont de Bar (ca) s'est développée. Il est enterré dans la crypte de la cathédrale d'Urgell, avec l'ensemble des évêques d'Urgell.